# Onychodactylus koreanus
Onychodactylus koreanus é uma espécie de anfíbio anuro da família Hynobiidae. Está presente na República da Coreia. A UICN classificou-a como pouco preocupante.